# Церковь Святого Норберта (Краков)

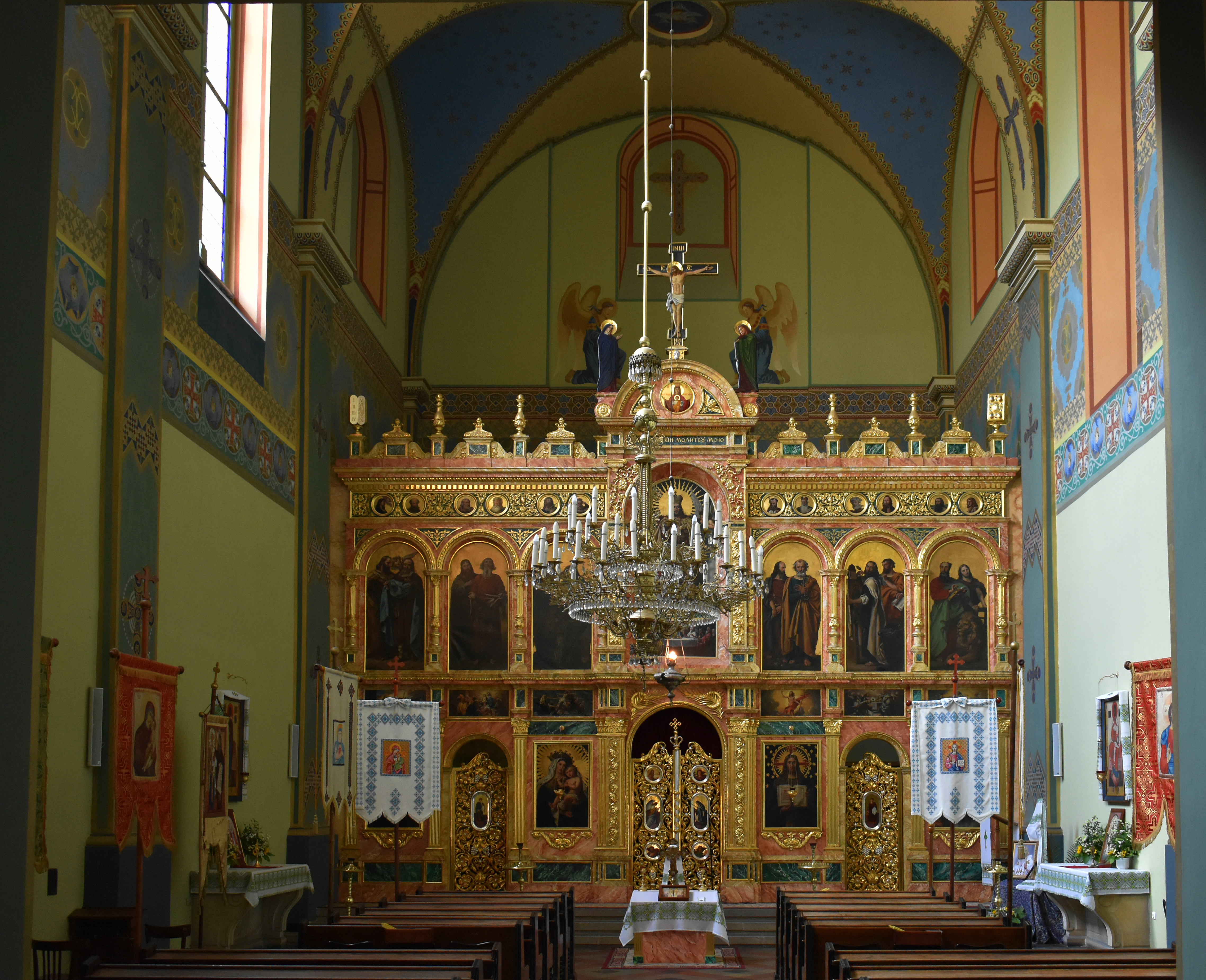
Внутренний интерьер и иконостас

Церковь святого Норберта (пол. Cerkiew św. Norberta) —  грекокатолическая церковь, находящаяся на улице Висльна, 11 в краковском Старом городе, Польша. Грекокатолический приход во имя Воздвижения Креста Господня, которому принадлежит храм,  входит в Перемышльско-Варшавскую архиепархию Украинской грекокатолической церкви. Церковь внесена в реестр охраняемых памятников Малопольского воеводства.
Церковь в стиле барокко была построена в 1643 году специально для женского монастыря монашеского ордена норбертанок. Во время проведения политики секуляризации австрийские власти закрыли монастырь и 26 апреля 1808 года передали его в собственность грекокатолического прихода. В конце XIX века благодаря деятельности настоятеля Ивана Борсука был сооружён каменный иконостас по проекту Тадеуша Стрыенского.  Иконы по проекту Яна Матейко были написаны его учеником Владиславом Россовским.
В 1947 году коммунистические власти ликвидировали грекокатолический приход и передали храм мужской монашеской конгрегации салетинцев. Иконостас был разобран и передан в запасники музея Яна Матейко.
В 1998 году церковь была возвращена грекокатолическому приходу. Иконостас был возвращён на своё место и в 2004 году был освящён перемышльско-варшавским митрополитом Иваном Мартыняком.
К храму примыкает небольшая часовня, в которой находится небольшой иконостас, датируемый 60-ми годами XX столетия и сооружённый по проекту Ежи Новосельского. Этот иконостас ранее находился в латинской церкви святой Екатерины Александрийской и святой Малгожаты, где с 1958 по 1998 года находилась часовня грекокатолической общины.
25 мая 1931 года церковь святого Норберта была внесена в реестр охраняемых памятников Малопольского воеводства (№ А-85).

## Разное
В этом храме венчались украинские националисты Степан Бандера и Ярослава Опаровская.

## Источник
- Włodzimierz Mokry, Z życia Cerkwi greckokatolickiej w Krakowie w latach 1808–1998.Po pół wieku znów u siebie  (пол.)